# Церква Пресвятої Трійці (Цицори)
Церква Пресвятої Трійці в Цицорах — парафія і храм греко-католицької громади Козлівського деканату Тернопільсько-Зборівської архієпархії Української греко-католицької церкви в селі Цицори Тернопільського району Тернопільської области.

## Історія церкви
У 1994 році засновано парафію і освячено храм, який збудувала та оформила громада села. Церкву освятив владика Михаїл Колтун.
При парафії діють братство Матері Божої Неустанної Помочі та спільнота «Матері в молитві».
На території парафії встановлено один хрест і капличку.

## Парохи
- о. Олександр Лісецький (з 1994).